# ويليام إبرام مان
ويليام إبرام مان (بالإنجليزية: William Abram Mann)‏ هو ضابط أمريكي، ولد في 31 يوليو 1854 في ألتونا في الولايات المتحدة، وتوفي في 8 أكتوبر 1934 في واشنطن العاصمة في الولايات المتحدة.